# RKS Dobrochov
RKS Dobrochov byl původně středovlnný vysílač sloužící k rozhlasovému vysílání, sestávající ze dvou stožárů umístěných u obce Dobrochov v okrese Prostějov. Vyšší z nich měří 155 metrů, nižší 55 metrů.
Jeho stavba byla dokončena v roce 1940 a byl pro Němce velmi důležitou základnou. Provozovali ho pod názvem Reichssender Donau. Když se koncem dubna 1945 blížila od Vyškova sovětská vojska, rozhodli se Němci vysílač zlikvidovat. 30. dubna byl provoz vysílače zastaven a všichni čeští pracovníci obsluhy byli posláni domů. Němci vyhnali i dvě rodiny, které bydlely ve strážním domku. Odpoledne mohutný ocelový stožár vylétl do povětří, budova a zařízení byly značně poškozeny. Němci sami zlikvidovali vysílač, který využívali 6 let. Prudké boje kolem Přediny skončily až 8. května a zanechaly po celém okolí úplnou spoušť a mnoho padlých německých vojáků. Okolí vysílače bylo podminováno, takže pyrotechnici museli celou lokalitu pečlivě vyčistit, než byl postaven vysílač druhý. Ten byl odstřelen v roce 1986. Potom byly postaveny stožáry které stojí dodnes. Vysílalo se ze stožáru ARPO II, unipól byl jako záloha. Vysílání Radia Dechovka bylo ukončeno 28. února 2021. Vysílání Českého rozhlasu probíhalo ve všední dny od 4:00 do půlnoci, o víkendu od 5:00. Vysílání bylo ukončeno 31. prosince 2021 ve 23:59:59. Na konci listopadu 2022 začala demontáž anténního systému na hlavním stožáru, v plánu je jeho využití jako nosiče antén jiných radiových služeb. 
V areálu se nacházejí také dva stožáry mobilních operátorů Vodafone a T-Mobile/O2 (CETIN).

## Dříve vysílané rozhlasové stanice
|         | Stanice        | Kmitočet | Výkon (ERP) | Čas vysílání                            |
| ------- | -------------- | -------- | ----------- | --------------------------------------- |
| AM (SV) | ČRo Dvojka     | 954 kHz  | 200 kW      | 4:00–23:59 (Po–Pá); 5:00–23:59 (So, Ne) |
| AM (SV) | Radio Dechovka | 1233 kHz | 5 kW        |                                         |